# Врождённый порок
«Врождённый порок» (англ. Inherent Vice) — американский комедийно-драматический детективный фильм сценариста и режиссёра Пола Томаса Андерсона. Экранизация одноимённого романа Томаса Пинчона. Роли в фильме исполняют Хоакин Феникс, Джош Бролин, Оуэн Уилсон, Кэтрин Уотерстон, Риз Уизерспун, Бенисио дель Торо, Джена Мэлоун, Джоанна Ньюсом, Джинни Берлин, Майя Рудольф, Майкл Кеннет Уильямс и Мартин Шорт.
Мировая премьера картины состоялась 4 октября 2014 года на Нью-Йоркском кинофестивале, после чего она была выпущена в ограниченный прокат США 12 декабря 2014 года. Фильм получил положительные отзывы критиков, однако был раскритикован некоторыми за запутанность сюжета и отсутствие его связности. Он был назван одним из лучших фильмов года по версии Национального совета кинокритиков США, а также получил две номинации на премию «Оскар» за лучший адаптированный сценарий и дизайн костюмов; Феникс также был номинирован на «Золотой глобус» в категории «Лучшая мужская роль — комедия или мюзикл». В 2016 году «Врождённый порок» занял 75 место в списке 100 величайших фильмов XXI века по версии BBC.

## Аннотация
Действие фильма происходит в Лос-Анджелесе (Калифорния) в 1970 году. Главный герой — Ларри «Док» Спортелло, является талантливым частным детективом.  Сыщик занимается сложнейшими делами, решает запутанные головоломки, с лёгкостью находит жестоких убийц, маньяков и опаснейших грабителей. Однако, он ведёт пагубный образ жизни. У него есть один, но очень вредный порок, который вот-вот погубит Ларри - сильное пристрастие к марихуане. В это же время Спортелло разыскивает свою бывшую возлюбленную - Шасту, которая вскоре исчезает сама вместе со своим новым богатым молодым приятелем - Микки. Детектив приходит к заключению, что её таинственное исчезновение связано с другими его делами, которые он расследует в данный момент. Ему предстоит взяться за очередное дело, полное загадок и тайн, и изрядно попотеть, чтобы разыскать девицу - Шасту, пропавшую явно не без чужой помощи.

## Сюжет
В первом сюжете (в 1970 году) Шаста Фэй Хепворт посещает пляжный дом своего бывшего возлюбленного Ларри «Дока» Спортелло, частного детектива и хиппи в Гордита-Бич (Лос-Анджелес). Она рассказывает ему о новом любовнике, Майкле З. «Микки» Вольфманне, богатом застройщике, и просит помочь предотвратить похищение Микки женой и её любовником для отправки Микки в сумасшедший дом.
В следующем сюжете Док встречается с Тариком Халилом, членом «Чёрной партизанской семьи», который нанимает его, чтобы найти Глена Чарлока, члена «Арийского братства», с которым он познакомился в тюрьме, который должен ему деньги и является одним из телохранителей Вольфмана.
Док посещает «Ченнел Вью Эстейтс», новый пригородный район, застройкой которого занимается Микки.
входит внутрь единственной фирмы в развивающемся торговом центре "Стрип молл" - в массажный салон, где знакомится с сотрудницей Джейд (Jade). Он обыскивает помещение в поисках Чарлока, но неожиданно получает удар бейсбольной битой и падает, теряя сознание. Док просыпается снаружи, лёжа рядом с трупом Чарлока, окружённый полицейскими. После допроса детектива полиции Лос-Анджелеса Кристиана Ф. Бьорнсена по прозвищу "Снежный человек" ( "Bigfoot"), Док узнаёт, что Вольфманн исчез. Сончо Смилакс (адвокат Дока) организует его освобождение из полицейского участка Лос-Анджелеса.
В следующем сюжете Док выполняет заказ бывшей героиновой наркоманкой Хоуп Харлинген, которая разыскивает своего пропавшего мужа Коя. Хотя ей сказали, что Кой мёртв, она считает, что он жив из-за большого депозита на её банковском счёте. Сотрудница массажного салона - Джейд оставляет Доку сообщение с извинениями за то, что подставила его, вызвав полицию, и советует "остерегаться Золотого Клыка". Он встречает её в переулке, где она объясняет, что "Золотой клык" - это международная банда по контрабанде наркотиков. Джейд знакомит Дока с Коем, который говорит ему, что он прячется в доме в каньоне Топанга (каньон Топанга расположен в горах Санта-Моника, представляющих собой прибрежную горную цепь в Южной Калифорнии, параллельную Тихому океану). На более поздней встрече он объясняет, что он - полицейский осведомитель и опасается за свою жизнь, и желает лишь одного - вернуться к жене и дочери. Затем  Док разговаривает с Сончо, который рассказывает ему о подозрительной судне "Золотой клык", на борту которого в последний раз была Шаста. Благодаря её открытке Док находит большое здание в форме золотого клыка и знакомится с дантистом Руди Блатнойдом.
В следующем сюжете Снежный человек звонит Доку и говорит, что Блатнойда только что нашли мёртвым с укусами клыков в шее. Снежный Человек решает помочь Доку найти Коя и говорит ему искать Пака Бивертона в Хрискилодоне, приюте, которым управляет культ, связанный с Золотым Клыком. Там Док находит Микки, за которым наблюдает ФБР. Микки говорит ему, что чувствовал себя виноватым за негатив, который вызвал его бизнес с недвижимостью, и хочет отдать свои деньги, выглядя счастливым членом культа. Док также мельком замечает Пака и Коя. Когда Док возвращается домой в свой пляжный домик, его встречает Шаста, которая вернулась и как будто не замечает неприятностей , вызванных её исчезновением. Она говорит ему, что Микки вернулся к своей жене и бросил её. Шаста признаётся, что была на "Золотом клыке" с Микки в "трёхчасовом туре", и говорит, что её взяли с собой, чтобы все друзья Микки использовали её для секса. Она хвастается тем, что сделала на судне "Золотой клык", чтобы спровоцировать Дока на грубый секс, а затем говорит ему, что они всё ещё не вместе.
В следующем сюжете Пенни, помощник окружного прокурора, с которым у Дока роман, даёт ему конфиденциальные файлы, из которых он узнаёт, что полиция Лос-Анджелеса платит ростовщику Адриану Пруссия за убийство людей и что одной из его жертв был бывший напарник Снежного Человека. Пруссия связан с Золотым Клыком, и Док узнаёт, что Чарлок был замешан в сделке, из-за которой его убили. Док навещает Адриана, замечая его страсть к бейсбольным битам, но в этот момент партнёр Адриана - Пак нападает на Дока, похищает и одурманивает последнего с помощью наркотиков. Доку удаётся бежать, убив и Пака, и Адриана. Появляется Снежный человек и спасает его, отвозя домой, но Док обнаруживает, что его подставили: Снежный человек подбросил героин в его машину. Док договаривается о том, чтобы вернуть наркотики в "Золотой Клык" в обмен на свободу Коя. Док и Шаста уезжают вместе, и он говорит ей, что это не значит, что они снова вместе.

## Производство

### Запуск в производство
Как выяснилось в декабре 2010 года, Андерсон хотел  адаптировать роман для фильма «Врождённый порок»; он приступил к написанию адаптации романа Пинчона и начал писать по нему сценарий для фильма после того, как фильм «Мастер» был отложен на неопределённый срок около 1 месяца. Андерсон изначально адаптировал весь 384-страничный роман, предложение за предложением, которое сделало его легче для него, чтобы сделать сценарий гораздо короче, чем роман. Вплоть до февраля 2011 года, Андерсон писал первый вариант и уже почти всё сделал во втором варианте. Первый вариант сценария был написан без рассказчика, но позже персонаж Сортилежа (Sortilège - по-французски чары, колдовство, волшебство) он превратил в голос рассказчика. В сентябре 2012 года Андерсон заявил, что он всё ещё пишет сценарий, но надеется, что сможет запустить "Врождённый порок" в производство через несколько лет работы над сценарием.
Это - первая экранизация романа Томаса Пинчона, в которой Андерсон описывает его "как фильм Чича и Чонга" ("Cheech & Chong"). За несколько лет до этого Андерсон рассматривал возможность адаптации романа Пинчона (Pynchon) 1990 года "Винланд" (Vineland), но не мог понять, как это сделать. Когда "Врождённый порок" вышел, он увлёкся им, и он написал картину одновременно с фильмом "Мастер". Андерсон значительно изменил концовку романа и охарактеризовал роман как "глубоко написанный и прекрасно глубокий материал, смешанный с лучшими шутками о пердежах и какашках, которые вы можете себе представить". Андерсен черпал вдохновение из фильмов "Целуй меня до смерти", как и из фильма"Глубокий сон", основанном на  романе Раймонда Чандлерса "Долгое прощание", как и из фильма Чича и Чонга "Вверх в дыму" ("Вверх в дыму" - американский комедийный фильм Чича и Чонга 1978 года ). Андерсон писал, что он пытался втиснуть столько же шуток на экран, сколько их было выжато со страниц у Пинчона. А спецэффекты  и видеотрюки были вдохновлены Цукер, Абрахамс и Зукер в стиле фарса-пародии, как "Отряд полиции!" ( или "Отделение полиции!" - американским телевизионный криминальный комедийный сериал, транслировавшийся по сети ABC в 1982 году), "Совершенно Секретно!" (американский комедийный боевик 1984 года), и "Самолёт!" (или " Полёт высоко!" - американский фильм-пародия 1980 года). Андерсон также использовал нелегальные комиксы "Сказочные Пушистые Братья-Уродцы" ("Сказочные Пушистые Братья-Уродцы" (Fabulous Furry Freak Brothers)- это подпольные комиксы о вымышленном трио персонажей-наркоманов, созданный американским художником Гилбертом Шелтоном. Братья Уроды впервые появились в The Rag, подпольной газете, издававшейся в Остине, штат Техас, начиная с мая 1968 года, и регулярно перепечатывались в подпольных газетах по всей территории Соединённых Штатов и в других частях мира. Позже их приключения были опубликованы в серии легальных комиксов) в качестве того, что он назвал бесценной "библией для исследователя" в процессе написания.

## Актёрский состав
- Хоакин Феникс — Ларри «Док» Спортелло
- Джош Бролин — детектив Кристиан Ф. «Йети» Бьорнсен
- Оуэн Уилсон — Кой Харлинджен
- Кэтрин Уотерстон — Шаста Фэй Хепуорт
- Риз Уизерспун — окружной детектив Пенни Кимбелл
- Бенисио дель Торо — Сончо Смилакс
- Джена Мэлоун — Хоуп Харлинджен
- Джоанна Ньюсом — Сортилеж
- Джордан Кристиан Херн — Денис
- Хонг Чау — Джейд
- Джинни Берлин — тётя Рит
- Майя Рудольф — Петуния Лиуэй
- Майкл Кеннет Уильямс — Тарик Халил
- Мишель Синклер — Клэнси Шарлок
- Мартин Шорт — доктор Руди Блатнойд
- Саша Питерс — Джапоника Фенуэй
- Мартин Донован — Крокер Фенуэй
- Эрик Робертс — Майкл З. «Микки» Вульфманн
- Джиллиан Белл - Хлоринда
- Серена Скотт Томас — Слоун Вульфманн
- Иветт Йейтс — Луз
- Эндрю Симпсон — Риггз Уорблинг
- Джефферсон Мейс — доктор Трипли
- Кит Джардин — Пак Бивертон
- Питер Макробби —  Эдриан Праша
- Сэм Джагер — агент ФБР Флэтвид
- Тимоти Саймонс — агент ФБР Бордерлайн
- Саманта Лемол - мать Золотого Клыка (Golden Fang)
- Мэдисон Лейсл - дочь Золотого Клыка
- Мэтт Дойл - отец Золотого Клыка
- Лиам Ван Йостен - сын Золотого Клыка

## Производство

### Кастинг
Первоначально главную роль должен был исполнить Роберт Дауни-младший, но Пол Томас Андерсон решил, что ему нужен актёр помоложе, и предложил роль Хоакину Фениксу, который играл в его предыдущем проекте «Мастер».
На главную женскую роль рассматривалась Шарлиз Терон.
В мае 2013 года стало известно, что к фильму присоединился Бенисио дель Торо. По сюжету он исполнил роль адвоката и друга главного героя, который постоянно помогает тому избежать неприятностей, хотя при этом не является юристом.

### Съёмочная группа
Пол Томас Андерсон в этот раз снова сотрудничал с оператором Робертом Элсвитом, с которым он снимал все свои фильмы, кроме «Мастера». Последний был снят на 70 мм плёнку, а во «Врождённом пороке» вновь использовалась 35 мм.

### Съёмки
Съёмки фильма начались в мае 2013 года и проходили в Лос-Анджелесе и Пасадине. Финансовую и прокатную поддержку осуществляла студия Warner Bros.

## Принятие

### Награды и номинации
| Премия                                 | Категория                                | Номинант                       | Результат |
| -------------------------------------- | ---------------------------------------- | ------------------------------ | --------- |
| «Оскар»                                | Лучший адаптированный сценарий           | Пол Томас Андерсон             | Номинация |
| «Оскар»                                | Лучший дизайн костюмов                   | Марк Бриджес                   | Номинация |
| «Золотой глобус»                       | Лучшая мужская роль — комедия или мюзикл | Хоакин Феникс                  | Номинация |
| «Выбор критиков»                       | Лучшая мужская роль второго плана        | Джош Бролин                    | Номинация |
| «Выбор критиков»                       | Лучший адаптированный сценарий           | Пол Томас Андерсон             | Номинация |
| «Выбор критиков»                       | Лучшая работа художника-постановщика     | Дэвид Крэнк, Эми Уэллс         | Номинация |
| «Выбор критиков»                       | Лучший дизайн костюмов                   | Марк Бриджес                   | Номинация |
| «Независимый дух»                      | Премия имени Роберта Олтмена             |                                | Победа    |
| «Спутник»                              | Лучшая женская роль второго плана        | Кэтрин Уотерстон               | Номинация |
| «Спутник»                              | Лучший адаптированный сценарий           | Пол Томас Андерсон             | Номинация |
| «Спутник»                              | Лучшая операторская работа               | Роберт Элсвит                  | Номинация |
| «Сатурн»                               | Лучший приключенческий фильм или боевик  |                                | Номинация |
| «Сатурн»                               | Лучшая мужская роль второго плана        | Джош Бролин                    | Номинация |
| Премия Лондонского кружка кинокритиков | Лучшее техническое достижение            | Марк Бриджес (дизайн костюмов) | Номинация |
| Национальный совет кинокритиков США    | Лучший адаптированный сценарий           | Пол Томас Андерсон             | Победа    |
| Национальный совет кинокритиков США    | Топ 10 лучших фильмов года               |                                | Победа    |